# Lice (construction)
Pour les articles homonymes, voir Lice et Lisse (homonymie).
Une lice ou lisse (du francique *līstja) est un élément de structure longitudinale d'un bateau, d'un aéronef ou plus généralement en construction mécanique. En construction navale, cet élément se trouve en contact avec le bordé et renforce la structure en liant les couples entre eux.
On appelle également lice ou lisse (lisse de plat-bord), la partie plate du dessus du pavois, des batayoles, servant de renfort pour ce garde-fou, mais aussi de positionnement de certains taquets, chaumards ou autres éléments (ex. point d'ancrage d'un palan de fausse garde pour un mât de charge).
En architecture, une lice ou lisse est une poutre placée horizontalement sur le mur de façade ou le toit d'un bâtiment.